# Diexis gussakovskii
Diexis gussakovskii är en insektsart som beskrevs av Miram 1949. Diexis gussakovskii ingår i släktet Diexis och familjen gräshoppor. Inga underarter finns listade i Catalogue of Life.